# Fábrica de Esperança
A Fábrica de Esperança foi um projeto social iniciado no ano de 1994 pelo Pastor Caio Fábio D'Araújo Filho num prédio incendiado da fábrica Formitex, no bairro de Acari (Rio de Janeiro).
Sediada num prédio de seis andares, cravado na entrada da favela de Acari, zona norte do Rio, transformou-se numa das mais importantes Organizações Não-Governamentais (ONGs) do País[carece de fontes?]. Entre cursos profissionalizantes, creche e atendimento médico, chegou a ter 55 projetos sociais graças à parceria com o governo, empresários e outras entidades. A Fábrica de Esperança teve papel fundamental para diminuir a violência na favela de Acari. A sua importância foi reconhecida pelo presidente Fernando Henrique numa visita ao local logo depois da posse, no seu primeiro mandato, como o maior projeto Social da América Latina.[carece de fontes?]

## Decadência e implosão
Entre 1995 e 1996, a Polícia Militar encontrou grande quantidade de papelotes de cocaína nas dependências da "Fábrica". O então governador do Rio de Janeiro, Marcello Alencar, acusou os funcionários da "Fábrica" de conivência com o narcotráfico comandado do Complexo do Acari, porém nada foi provado.
A decadência veio em 1998, quando o pastor Caio Fábio foi apontado como o divulgador do dossiê Cayman., posteriormente inocentado nos depoimentos das vitimas do dossiê , inclusive pelo próprio presidente Fernando Henrique Cardoso, e também por Eduardo Jorge, ex-secretario de governo de FHC, e posteriormente pelo próprio líder do PT e também presidente da Republica Luiz Inácio Lula da Silva.
Dois anos depois, a Formitex retomou o prédio e pagou com ele parte de suas dívidas com o Unibanco. Só havia um projeto funcionando — uma creche com 200 crianças, transferida então para um prédio nas redondezas.
O prédio foi implodido em março de 2002, para dar lugar a um hospital.